# Capitole (Toulouse)

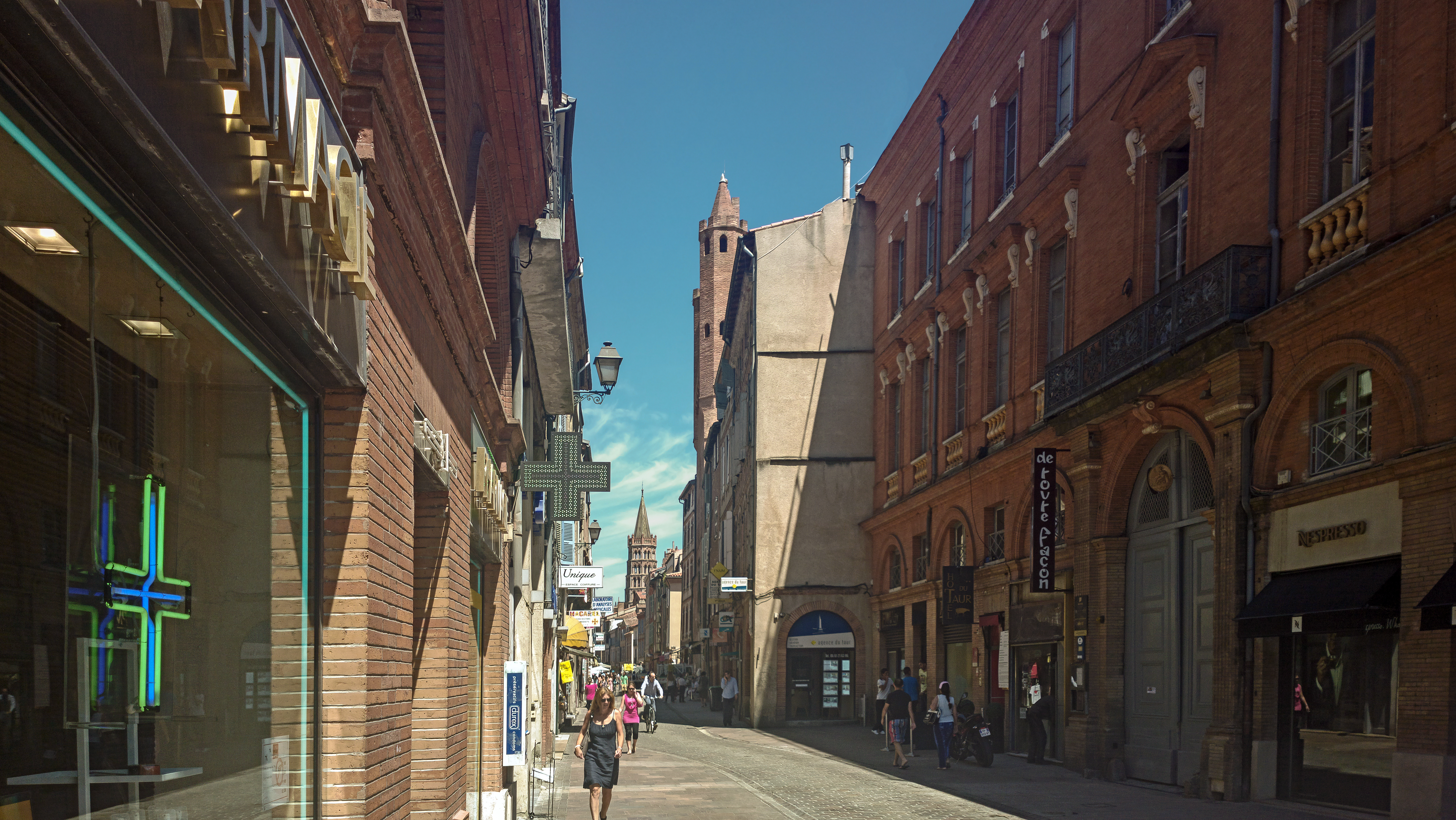
Rue du Taur und Notre-Dame-du-Taur.

Capitole ist ein Ortsteil im Bezirk Toulouse centre in der französischen Stadt Toulouse. In dem kleinen, aber dichtbevölkerten Viertel befindet sich die historische Altstadt von Toulouse. Zentraler Mittelpunkt ist die Place du Capitole, die bei Großveranstaltungen als Versammlungsort für die Bevölkerung dient und wo sich das Kapitol (Rathaus der Stadt) und das Théâtre du Capitole befinden.